# Ludwig Harscher von Almendingen
Ludwig Harscher von Almendingen (* 25. März 1766 in Paris; † 16. Januar 1827 in Dillenburg) war ein Rechtsgelehrter und hoher Beamter im Herzogtum Nassau.

## Familie
Ludwig Harscher von Almendingen war der Sohn des Johann Daniel Harscher von Almendingen und der Catharina Dorethea Elisabeth geb. von Jaster. Almendingen wurde in Paris geboren, wo sich sein Vater als hessen-darmstädtischer Gesandter aufhielt. 1760 war die Familie geadelt worden. Am 26. Juni 1796 heiratete er Susanne Jakobe Joffmann, die Tochter eines Herborner Medizinprofessors.

## Leben
Ludwig Harscher von Almendingen studierte von 1789 an Rechtswissenschaften in Göttingen. Zu seinen Lehrern zählten Justus Friedrich Runde, Gustav von Hugo, Johann Stephan Pütter und Ludwig Timotheus Spittler. 1794 wurde er zum Hofrat und Professor der Rechtswissenschaft an der Hohen Schule Herborn ernannt. 1805 wurde er im Zuge der Formierung des Herzogtums Nassau als Rat an das Oberappellationsgericht Hadamar berufen. 1807 erhielt von Almendingen den Auftrag, für das Herzogtum ein Gesetzbuch auf der Grundlage des Code civil zu verfassen. Er strebte an, dies in enger Absprache mit benachbarten Klein- und Mittelstaaten des Rheinbunds zu tun. Dieser Versuch gipfelte in der Gießener Konferenz. Zwar führte das Herzogtum Nassau 1812 formal den Code civil ein. Faktisch scheiterte das aber an politischen Widerständen und am Untergang Napoleons. 1811 wurde von Almendingen zum Geheimen Rat und Vizedirektor beim Hof- und Appellationsgericht Wiesbaden sowie zum Mitglied der Gesetzgebungskommission des Herzogtums ernannt. Von 1816 bis 1822 fungierte er als Vizepräsident am Hofgericht Dillenburg.
Von 1820 an vertrat von Almendingen Amalie von Nassau-Weilburg in einem Prozess gegen Alexius Friedrich Christian (Anhalt-Bernburg) vor dem Preußischen Obertribunal und lebte zu diesem Zweck in Berlin. Letztlich unterlag von Almendingen in diesem Rechtsstreit. Seine publizistische Aufarbeitung des Falls war verbunden mit scharfer Kritik an der preußischen Regierung. Dies führte im Jahr 1822 zu seiner Verurteilung zu einem Jahr Haft. Das Urteil wurde nie vollstreckt, führte aber zu von Almendingens Rückzug aus der Öffentlichkeit.

## Politische Positionen
Von Almendingen beteiligte sich mit zahlreichen Veröffentlichungen an den juristischen und politischen Debatten seiner Zeit. Seine Hauptthemen waren die Gestaltung der Zivilprozesse und das Kriminalrecht. Politisch trat er für eine Volksvertretung durch unabhängige Gebildete, für öffentliche Gerichtsverhandlungen und Pressefreiheit ein. Zudem sprach er sich für den Erhalt der kleineren und mittleren deutschen Territorien aus.